# Книжка року 2014
Церемонія нагородження переможців XVI Всеукраїнського рейтинґу «Книжка року 2014» відбулась 2 лютого 2015 року у київському театрі-майстерні «Сузір'я». Експертна комісія оцінила 919 видань, які розподілили за сімома номінаціями. До Коротких списків увійшли книжки 66 видавництв з восьми міст України (Київ - 95 книжок, Львів - 36, Харків - 13, Тернопіль та Чернівці - по 2, Івано-Франківськ, Одеса і Черкаси - по 1). Для вручення дипломів лауреатам були запрошені: художній керівник театру «Сузір'я» Олексій Кужельний, завідувач кафедри Інституту журналістики та міжнародних відносин Київського національного університету культури і мистецтв Микола Тимошик, президент Українського філософського фонду, доктор філософії, експерт книжки року Сергій Пролєєв, співачка і телеведуча Лілу, академік, Директор Інституту літератури імені Тараса Шевченка НАН України Микола Жулинський, перший заступник міністра культури України Ігор Ліховий, народна артистка України Наталія Сумська, президент рейтингу «Книжка року» Костянтин Родик, а також голова Національної спілки письменників України Михайло Сидоржевський.
Гран-прі отримав Станіслав Кульчицький з книгою «Червоний виклик. Історія комунізму в Україні від його народження до загибелі».

## Переможці
| Номінація            | Категорія | Автор                 | Назва | Видавництво                  | Результат |
| -------------------- | --- | --------------------- | --- | ---------------------------- | --------- |
| «Обрії»              | Науково-популярна література                                                                                  | Борис Райтшустер      | Путінократія | Х.: Віват                    |           |
| «Обрії»              | Публіцистика / сучасні мемуари                                                                                |                       | Люди Майдану. Хроніка | К.: Українська пресова група |           |
| «Обрії»              | Спеціальна література/довідкові видання                                                                       | Сергій Федак          | Історія України з найдавніших часів до 1648 року | К.: Знання                   |           |
| «Минувшина»          | Популярні видання/історична белетристика                                                                      | Ярослав Тинченко      | Війська Ясновельможного Пана Гетьмана. Армія української держави, травень-грудень 1918 роках; Під зіркою Давида. Єврейські національні формування в Україні в 1917-1920 роках |                              |           |
| «Минувшина»          | Дослідження / документи                                                                                       | Станіслав Кульчицький | Червоний виклик. Історія комунізму в Україні від його народження до загибелі                                                                                                  |                              |           |
| «Минувшина»          | Біографії / мемуари                                                                                           |                       | Скоропадські. Родинний альбом |                              |           |
| «Софія»              | Зарубіжна гуманітаристика                                                                                     | Ален Бадью            | Століття |                              |           |
| «Софія»              | Українська гуманітаристика                                                                                    | Андрій Портнов        | Історії для домашнього вжитку. Есеї про польсько-російсько-український трикутник пам'яті                                                                                      |                              |           |
| «Дитяче свято»       | Книжки для малечі (до 7 років)                                                                                | Іван Франко           | Фарбований Лис |                              |           |
| «Дитяче свято»       | Твори для школярів молодших і середніх класів                                                                 |                       | Мій маленький Київ. Маршрут №1 |                              |           |
| «Дитяче свято»       | Підліткова та юнацька література                                                                              | Сергій Оксеник        | Лісом, небом, водою |                              |           |
| «Хрестоматія»        | Художня класика                                                                                               |                       | Неприкаяні душі: Антологія поезії японських мандрованих поетів - дзен-буддистів (ХІІ-XX ст.)                                                                                  |                              |           |
| «Хрестоматія»        | Життєписи |                       | Довженко без гриму: Листи, спогади, архівні знахідки |                              |           |
| «Хрестоматія»        | Літературознавство/критика                                                                                    | Леонід Ушкалов        | Моя шевченківська енциклопедія |                              |           |
| «Красне письменство» | Сучасна українська проза/есеїстика/драматургія                                                                | Валерій Шевчук        | Фрагменти із сувою мойр: Кросворд; Театр прози; Милий кохання тягар |                              |           |
| «Красне письменство» | Жанрова література (детектив/пригоди/фантастика/любовний роман/історичний роман/молодіжна проза/автобіографії | Василь Шкляр          | Маруся; Ностальгія; Тінь сови |                              |           |
| «Красне письменство» | Зарубіжна проза/есеїстика/драматургія                                                                         | Курт Воннеґут         | Бойня номер п'ять |                              |           |
| «Красне письменство» | Поезія/афористика                                                                                             | Олег Лишега           | Зима в Тисмениці |                              |           |
| «Красне письменство» | | Сергій Жадан          | Динамо Харків |                              |           |
| «Красне письменство» | | Маріанна Кіяновська   | 373 |                              |           |
| «Візитівка»          | Мистецтво |                       | Вільгельм Котарбінський. Альбом |                              |           |
| «Візитівка»          | Етнологія/етнографія/фольклор/історія повсякдення/соціолінгвістика                                            | Микола Бабак          | Сільська фотографія Середньої Наддніпрянщини кінця XIX - XX ст. |                              |           |
| «Візитівка»          | Краєзнавча і туристична література                                                                            | Ольга Друг            | Вулицями старого Києва |                              |           |

## Номінації

### Хрестоматія
У номінації «Хрестоматія» оцінювалися: в підномінації «Художня класика» – 36 видань; в підномінації «Життєписи» – 23, в підномінації «Літературознавство / критика» – 43. Місця розподілили наступним чином
Експерти
- Сергій Гальченко — заступник директора Інституту літератури НАН України
- Тарас Головань — науковий співробітник Інституту літератури НАН України
- Микола Жулинський — академік, директор Інституту літератури НАН України
- Ольга Крекотень — помічник аташе з питань культури Посольства США
- Юрій Микитенко — шеф-редактор журналу «Всесвіт», доктор філософії (літературознавство)
- Павло Михед — провідний науковий співробітник Інституту літератури НАН України
- Раїса Мовчан — старший науковий співробітник Інституту літератури НАН України
- Михайло Назаренко — письменник, викладач Київського Національного університету
- Євген Нахлік — директор Інституту Івана Франка НАН України
- Ігор Павлюк — старший науковий співробітник Інституту літератури НАН України
- Костянтин Родик — аналітик літературно-книжкового ринку; Президент Всеукраїнського рейтинґу «Книжка року»
- Микола Сулима — заступник директора Інституту літератури НАН України
- Людмила Тарнашинська — старший науковий співробітник Інституту літератури НАН України

| Місце           | Номінант | Рейтинг |
| --------------- | --- | ------- |
| Художня класика | |         |
| 1               | Неприкаяні душі: Антологія поезії японських мандрованих поетів – дзен-буддистів (ХІІ–ХХ ст.). – К.: Видавничий дім Дмитра Бураго, 660 с.(п)    | 56,86   |
| 2               | Діяння римські. Християнські притчі Середньовіччя. – Л.: Апріорі, 448 с.(п)                                                                    | 48,93   |
| 3               | «Чорна Індія» «Молодої музи». Антологія прози та есеїстки. Сер. «Приватна колекція». – Л.: Піраміда, 352 с.(п)                                 | 27,93   |
| 4               | Сто загадок Симфосія. – Л.: Срібне слово, 216 с.(п)                                                                                            | 26,36   |
| 5               | Олександр КОВАЛЕНКО. Самурайські хроніки. Ода Нобунаґа. – К.: Дух і Літера, 960 с.(п)                                                          | 24,21   |
| 6               | Райська яблінка. Антологія української малої «жіночої» прози Галичини міжвоєнного періоду. Сер. «Приватна колекція». – Л.: Піраміда, 356 с.(п) | 24,00   |
| 7               | Данте АЛІҐ’ЄРІ. Божественна комедія. Чистилище. – Л.: Астролябія, 320 с.(п)                                                                    | 21,43   |
| 8               | Українська авангардна поезія (1910–1930). Антологія. – К.: Смолоскип, 816 с.(п)                                                                | 19,64   |
| 9               | Антологія австрійської прози початку XX століття. – К.: Темпора, 456 с.(п)                                                                     | 17,50   |
| 10              | Тадей РИЛЬСЬКИЙ. В житті ніколи неправді не служив. – К.: Успіх і кар’єра, 576 с.(п)                                                           | 17,14   |
| 11              | Львівська антологія: в 3-х томах. Т.II. 1920–1940-ві роки. – Х.: Фоліо, 412+410 с.(п)                                                          | 15,79   |
| 12              | Микола КУЛІШ. Вибрані твори. Сер. «Розстріляне відродження».– К.: Смолоскип, 968 с.(п)                                                         | 15,43   |
| 13              | Антологія української готичної прози. У двох томах. – Х.: Фоліо, 604+604 с.(п)                                                                 | 15,07   |
| 14              | Езра ПАУНД. Поезії. Сер. «До джерел». – К.: Український письменник, 573 с.(о)                                                                  | 14,14   |
| 15              | Мацуо БАШЬО. Стежками півночі. – К.: Видавництво Дмитра Бураго, 208 с.(п)                                                                      | 13,79   |
| 16              | Валер’ян ПОЛІЩУК. Вибрані твори. Сер. «Розстріляне відродження».– К.: Смолоскип, 680 с.(п)                                                     | 12,79   |
| 17              | Ольга КОБИЛЯНСЬКА. Зібрання творів у 10 томах. Том 1. – Чернівці: Букрек, 464 с.(с)                                                            | 12,79   |
| 18              | Тарас ШЕВЧЕНКО. Три літа. – К.: Либідь, 376 с.(п)                                                                                              | 11,43   |
| 19              | Виктор НЕКРАСОВ. Арестованные страницы. Рассказы, интервью и письма из архивов КГБ. – К.: Laurus, 284 с.(о)                                    | 9,93    |
| 20              | Анатоль ФРАНС. Пінґвінський острів. Сер. «Лауреати нобелівської премії». – К.: Видавництво Жупанського, 264 с.(с)                              | 7,86    |
| 21              | Йоган Вольфґанґ фон ҐЕТЕ. Фауст. – К.: Видавництво Жупанського, 629 с.(с)                                                                      | 5,29    |
| 22              | Тарас ШЕВЧЕНКО. Кобзар /переклад Михайла Найдена. Сер. «Приватна колекція». – Л.: Піраміда, 112 с.(п)                                          | 5,21    |
| 23              | Антуан де СЕНТ-ЕКЗЮПЕРІ. Твори в чотирьох томах. Том III. Воєнні записи 1939–1944. – К.: Видавництво Жупанського, 432 с.(п)                    | 4,79    |
| 24              | Ернст ЮНҐЕР. В сталевих грозах. – Чернівці: Книги–ХХІ, 324 с.(п)                                                                               | 4,57    |
| 25              | Ерих Марія РЕМАРК. На західному фронті без змін. Повернення. Три товариша. – Х.: Клуб сімейного дозвілля, 912 с.(п)                            | 4,14    |
| 26              | Тадеуш БОРОВСЬКИЙ. У нас, в Аушвіці… – Чернівці: Книги–ХХІ, 272 с.(п)                                                                          | 2,07    |
| 27              | Пауль ЦЕЛАН. Від порога до порога. – Чернівці: Книги-XXI, 132 с.(с)                                                                            | 1,64    |
| 28              | Василь СТЕФАНИК. Майстер. Вибране. – Івано-Франківськ: Лілея-НВ, 160 с.(п)                                                                     | 1,29    |
| 29              | Пауль ЦЕЛЯН. Світлотиск. – Чернівці: Meridian Czernowitz; Книги–ХХІ, 136 с. ()                                                                 | 0,79    |
| 30              | Мірза-Фаталі АХУНДОВ. Вибрані твори. – К.: Видавничий дім Дмитро Бураго, 348 с.(п)                                                             | 0,57    |
| 31              | Мір ДЖАЛАЛ. Який обрати шлях? – К.: Видавничий дім Дмитро Бураго, 424 с.(п)                                                                    | 0,42    |
| 32              | Джек КЕРУАК. В дорозі. Сер. «Карта світу». – Х.: Фоліо, 478 с.(п)                                                                              | 0,29    |
| 33              | Василь ТКАЧУК. Золоті дзвінки. – Л.: Апріорі, 308 с.(п)                                                                                        | 0,14    |
| 34              | Едіт фон ЗАЛЬБУРҐ. Син України. – К.: Темпора, 196 с.(к)                                                                                       | 0,14    |
| 35              | Юрій ЛИПА. Суворість; Світлість. – Л.: Каменяр, 79+49 с.                                                                                       | 0,14    |
| 36              | Роберт БЕРНС. Моя любов. Сер. «Приватна колекція». – Л.: Піраміда, 416 с.(с)                                                                   | 0,07    |

| Місце     | Номінант | Рейтинг |
| --------- | --- | ------- |
| Життєписи | |         |
| 1         | Довженко без гриму: Листи, спогади, архівні знахідки. Сер. «Persona». – К.: Комора, 472 с.(п)                                                              | 77,43   |
| 2         | Володимир МЕЛЬНИЧЕНКО. Микола Гоголь у Москві: авторська енциклопедія-хроноскоп. – К.: Либідь, 544 с.(п)                                                   | 61,86   |
| 3         | Листування Тараса Шевченка. – Черкаси: Брама-Україна, 1056 с.(п)                                                                                           | 50,00   |
| 4         | Михайло СЛАБОШПИЦЬКИЙ. Що записано в книгу життя. Михайло Коцюбинський та інші. Сер. «БУкЛіт».– К.: Ярославів Вал, 496 с.(п)                               | 35,43   |
| 5         | Ізгой. Віктор Некрасов у спогадах сучасників. – К.: Дух і Літера, 208 с.(п)                                                                                | 35,14   |
| 6         | Василь ПИЛИП’ЮК. Шевченкова посвята. Сер. «Постаті».– Л.: Світло й Тінь, 160 с.(п)                                                                         | 29,71   |
| 7         | Тарас Шевченко у приватному житті. – К.: Темпора, | 27,57   |
| 8         | Герман БРОХ. Смерть Вергілія. Сер. «Майстри світової прози».– К.: Видавництво Жупанського, 408 с.(п)                                                       | 24,21   |
| 9         | Олександр КОНИСЬКИЙ. Тарас Шевченко-Грушевський. Хроніка його життя. – К.: Кліо, 672 с.(п)                                                                 | 24,07   |
| 10        | В.ДОМОНТОВИЧ, Юрій КОСАЧ, Валерій ШЕВЧУК. Запрошення на Цитеру. – К.: Комора, 336 с.(п)                                                                    | 17,00   |
| 11        | Богдан ЛЕПКИЙ. Про життя і твори Тараса Шевченка. – Тернопіль: Джура, 184 с.(п)                                                                            | 12,43   |
| 12        | Мій Шевченко / Марина ГРИМИЧ, Любко ДЕРЕШ, Євгенія КОНОНЕНКО, Андрій КУРКОВ, Юрій МАКАРОВ. – К.: Нора-Друк, 160 с.(п)                                      | 11,79   |
| 13        | Владимир ЕШКИЛЕВ. Андрогин. Сер. «Графіті». – Х.: Фоліо, 319 с.(о)                                                                                         | 7,64    |
| 14        | Іван СЕНЬКО. Від часів Лаборця до сьогодення. літературно-краєзнавчі студії про будителів, просвітян, будівничих Закарпаття. – Ужгород: Карпати, 304 с.(п) | 6,14    |
| 15        | Олександр БАЛАБКО. Рай і Пекло Коцюбинського.– Чернівці: Букрек, 216 с.(п)                                                                                 | 5,64    |
| 16        | Гоголь. Містика та реальність. – К.: АВІАЗ, | 4,57    |
| 17        | Татьяна РОГОЗОВСКАЯ. Дом Булгаковых–Турбинных. Непутеводитель по киевскому музею. – К.: Варто, 120 с.(п)                                                   | 4,07    |
| 18        | Атлас «Шляхами Великого Кобзаря». – К.: Картографія, 88 с.(с)                                                                                              | 2,21    |
| 19        | Тарас Шевченко: і слово вічнеє, і образ невідцвітний… – К.: Символ-Т, 192 с.(п)                                                                            | 1,71    |
| 20        | Марія ЧУМАРНА. За Тебе молюсь... Штрихи до портрета пророка. – Тернопіль: Навчальна книга – Богдан, 288 с.(п)                                              | 1,64    |
| 21        | Віктор ЖАДЬКО. І я лину у віки давно минулі; Печерськ Тараса Шевченка. – К.: Експрес-Поліграф,                                                             | 1,00    |
| 22        | Наталя МАРЧЕНКО. Володимир Рутківський: тексти долі. Біографічний нарис. – Тернопіль: Навчальна книга–Богдан, 432 с.(п)                                    | 0,79    |
| 23        | Костянтин ТУР-КОНОВАЛОВ, Денис ЗАМРІЙ. Художник; Режисер. Олександр Довженко. – Х.: Клуб сімейного дозвілля, 368+336 с.(п)                                 | 0,57    |

| Місце                        | Номінант | Рейтинг |
| ---------------------------- | --- | ------- |
| Літературознавство / критика | |         |
| 1                            | Леонід УШКАЛОВ. Моя шевченківська енциклопедія. – Х.: Майдан; Едмонтон-Торонто: Видавництво Канадського інституту українських студій, 602 с.(п)                                                      | 62,71   |
| 2                            | Історія української літератури у дванадцяти томах. Том перший. Давня література (Х – перша половина XVI ст.); Том четвертий. Тарас Шевченко. – К.: Наукова думка, 840+784 с.(п)                      | 59,64   |
| 3                            | Євген СВЕРСТЮК. Світлі голоси життя. – К.: Кліо, 768 с.(п) | 40,71   |
| 4                            | Віктор ДУДКО. Тарас Шевченко: джерелознавчі студії. – К.: Критика, 416 с.(о) | 39,50   |
| 5                            | Шевченківська енциклопедія. В 6 томах. Том 3, 4. – К.: Інститут літератури ім.Т.Г.Шевченка, 888+808 с.(п)                                                                                            | 39,14   |
| 6                            | Юрій БАРАБАШ. Дух животворить… Читаємо Сковороду. – К.: Темпора, 478 с.(с) | 36,50   |
| 7                            | Юрій КОВАЛІВ. Історія української літератури: кінець XIX – початок XXI ст. У 10 т. Том третій: У сподіваннях і трагічних зламах. Сер. «Альма матер». – К.: Академія, 462 с.(п)                       | 20,57   |
| 8                            | Дмитро СТЕПОВИК. Наслідуючи Христа: Віруючий у бога Тарас Шевченко. – К.: Видавництво імені Олени Теліги, 480 с.(п)                                                                                  | 16,07   |
| 9                            | Ніна ЧАМАТА. Лірика Тараса Шевченка. Аналізи й інтерпретації. – К.: Києво-Могилянська академія, 294 (п)                                                                                              | 15,79   |
| 10                           | Григорій ГРАБОВИЧ. Шевченко, якого не знаємо. – К.: Критика, 414 с.(о) | 15,21   |
| 11                           | Олена ДЗЮБА-ПОГРЕБНЯК. Перша світова війна в літературах південних слов’ян. Сер. «Бібліотека спротиву. Бібліотека надії».– К.: Дух і Літера, 496 с.(о)                                               | 14,21   |
| 12                           | Костянтин МОСКАЛЕЦЬ. Сполохи. Сер. «Приватна колекція». – Л.: Піраміда, 172 с.(п) | 13,64   |
| 13                           | Євген НАХЛІК. «І мертвим, і живим, і ненародженим»,і самому собі: Шевченкове ословлення минулого, сучасного й майбутнього та власної екзистенції. – Л.: Інститут Івана Франка НАН України. 471 с.(о) | 12,93   |
| 14                           | Елеонора СОЛОВЕЙ. Притча про поетів. – К.: Дух і Літера, 280 с.(п) | 11,14   |
| 15                           | Дмитро ДРОЗДОВСЬКИЙ. Між «демонічним» та «історіософським»: Вільям Шекспір у рецептивних проекціях від МУРу до після-постмодерну. – К.: Інститут обдарованої дитини, 108 с.                          | 10,14   |
| 16                           | Історія української літератури: XX – початок XXI ст. У трьох томах. 2 том. Сер. «Альма матер». – К.: Академвидав, 536 с.(п)                                                                          | 8,21    |
| 17                           | Микола ІЛЬНИЦЬКИЙ. Знаки доби і гарні таланту. – К.: Кліо, 432 с.(п) | 7,43    |
| 18                           | Тетяна РЯЗАНЦЕВА. Стихія в системі. Європейська метафізична поезіяXVII–першої половини XX ст.: мотивно-тематичний комплекс, поетика, стилістика. – К.: Ніка-Центр, 356 с.(о)                         | 6,00    |
| 19                           | Григорій КЛОЧЕК. Шевченкове слово: спроба наближення. – Кіровоград: Імекс-ЛТД, | 5,64    |
| 20                           | Олексій НЕЖИВИЙ. Життя у слові. Джерелознавча проблематика творчості Григора Тютюнника. Сер. «Монограф». – К.: Академія, 224 с.(п)                                                                   | 5,21    |
| 21                           | Сінтія ОЗІК. Метафори і пам’ять. Вибрані есеї. – К.: Дух і Літера, 288 с.(п) | 2,50    |
| 22                           | Франко. Перезавантаження. – Дрогобич: Коло, 276 с.(п) | 2,29    |
| 23                           | БІЛЬЖО А.Г. Пять моих классиков. Неучебное пособие. – К.: Laurus, 656 с.(п) | 2,00    |
| 24                           | Олена РОМАНЕНКО. Семіосфера української масової літератури: Текст. Читач. Епоха. – К.: Приватний видавець Якубець А.В., 364 с.(о)                                                                    | 2,00    |
| 25                           | Т.Б.КАЧАК, Л.М.КРУЛЬ. Зарубіжна література для дітей. Сер. «Альма матер». – К.: Академвидав, 416 с.(п)                                                                                               | 1,79    |
| 26                           | Людмила КІСЕЛЬОВА. Виправдання слова. Статті про українську літературу: від Шевченка до сьогодення. – К.: Києво-Могилянська академія, (п)                                                            | 1,71    |
| 27                           | Американські літературні студії в Україні. Випуск 8. – К.: Києво-Могилянська академія, 377 с.(о) | 1,00    |
| 28                           | Лексикон античної словесності. – Дрогобич: Коло, 730 с.(п) | 1,00    |
| 29                           | Н.А.КОЛОСОВА. Артефакты. – К.: Видавничий дім Дмитра Бураго, 288 с.(о) | 1,00    |
| 30                           | Літературознавчі обрії. Праці молодих учених. Т.19, 20, 21. – К.: Інститут літератури НАН України, 300+252+236 с.(о)                                                                                 | 0,93    |
| 31                           | Людмила МИХИДА. Іван Багряний: таємниці творчої лабораторії. Мала проза. – К.: Український пріоритет, 352 с.(п)                                                                                      | 0,86    |
| 32                           | Микола СЛАВИНСЬКИЙ. Колеги: шляхи та роздоріжжя. – К.: Дивосвіт, 384 с.(п) | 0,86    |
| 33                           | Олександр КЛЕКОВКІН. Театр при столику. Методологія театрознавства: подорожній щоденник. – К.: Інститут проблем сучасного мистецтва; Фенікс, 432 с.                                                  | 0,71    |
| 34                           | Михайло ЧОРНОПИСКИЙ. Імпербільшовизм і його боговождь у гротескному світі Володимира Самійленка. – Луцьк: Твердиня, 136 с.(о)                                                                        | 0,43    |
| 35                           | Франко НЕМБРИНИ. Данте, поэт желания. Комментарии к «Божественной комедии». Ад. – К.: Дух і Літера, 264 с.(о)                                                                                        | 0,29    |
| 36                           | Наталія АСТРАХАН. Буття літературного твору. аналітичне та інтерпретаційне моделювання. Сер. «Монограф». – К.: Академвидав, 432 с.(п)                                                                | 0,21    |
| 37                           | Франкіяна Василя Щурата: листи, статті, спогади. – Л.: Інститут українознавства НАН України, 212 с.                                                                                                  | 0,21    |
| 38                           | Микола МАРТИНЮК. Або… або… Рецензії на зламі тисячоліть. – Луцьк: Твердиня, 100 с.(о) | 0,14    |
| 39                           | А.В.АНІСТРАТЕНКО. Спогад про майбутнє: творчість Василя Кожелянка в сучасних контекстах. – Чернівці: Місто, 136 с.(                                                                                  | 0,07    |
| 40                           | Катерина НІКОЛЕНКО. Генріх Гейне відомий і невідомий. – К.: Радуга, 104 с.(о) | 0,07    |
| 41                           | Василь КУШЕРЕЦЬ. Завжди сучасний: Тарас Шевченко в просторі та часі; Шевченко – проти сучасної імперії. – К.: Знання України, 362+67 с.(о)                                                           | 0       |
| 42                           | Віталій МАТЕУШ. ЕЛІД: енциклопедознавство, література і дійсність. – Хмельницький: Видавець Цюпак А.А., 132 с.(п)                                                                                    | 0       |
| 43                           | Роман КОВАЛЬ. Шевченкіана Михайла Гаврилка. Сер. «Видатні українці».– К.: Історичний клуб «Холодний Яр», 104 с.                                                                                      |         |